# Lepidothamnus fonkii
Lepidothamnus fonkii — вид хвойних рослин родини подокарпових.
Вид названий на честь Франсіса Фонка, який зібрав типовий зразок у 1857 році.

## Опис
Щільно розгалужені, як правило, сланкі чагарники до 60 см заввишки, з короткими, тонкими прямостоячими гілочками до 5 мм в діаметрі. Листя лускоподібне, трикутно-яйцювате, тупе, щільно притиснуте, 4–5 × 3–4 мм. Чоловічі шишки ≈ 6 × 2 мм. Насіння яйцеподібне, 3–4 × ≈ 2 мм. Квітне з листопада по лютий.

## Поширення, екологія
Країни поширення: Аргентина (Чубут, Санта-Крус); Чилі (Айсен, Лос-Лагос, Магальянес). Це карликовий чагарник, який росте на заболочених місцях часто в асоціації з Fitzroya cupressoides та / або Pilgerodendron uviferum з висоти 2–900 м.

## Загрози та охорона
Використання не зафіксовано цього виду. Більшість субпопуляцій перебувають у вкрай віддалених районах, де рослини часто локально рясні. Багато субпопуляцій знаходяться в охоронних районах, наприклад, ісп. Monumento Natural Alerce Costero, Parque Nacional Chiloe, P.N. Torres del Paine.